# Hockey Champions Challenge
L'Hockey Champions Challenge era una competizione per nazionali di hockey su prato che si svolgeva a cadenza biennale.
Organizzata dall'International Hockey Federation, è stata attiva dal 2001 e vi partecipavano le squadre dal settimo al dodicesimo posto del ranking mondiale in un girone all'italiana.
La vincitrice del torneo partecipava all'Hockey Champions Trophy l'anno successivo, mentre l'ultima classificata del Champions Trophy partecipava al Champions Challenge.
Dopo l'edizione 2014 è stato sostituito dalla Hockey World League.

## Edizioni

### Maschi
| 2001 | Kuala Lumpur, Malaysia       | India         | 2–1                            | Sudafrica     | Argentina | 4–2                             | Malaysia      |
| 2003 | Johannesburg, Sudafrica      | Spagna        | 7–3                            | Corea del Sud | Sudafrica | 2–2 (5-4) dopo i tiri di rigore | Nuova Zelanda |
| 2005 | Alessandria d'Egitto, Egitto | Argentina     | 5–2                            | Corea del Sud | Belgio    | 6–5                             | Inghilterra   |
| 2007 | Boom, Belgio                 | Argentina     | 3–2 dopo i tempi supplementari | Nuova Zelanda | India     | 4–3                             | Inghilterra   |
| 2009 | Quilmes, Argentina           | Nuova Zelanda | 4–2                            | Pakistan      | India     | 3–2                             | Argentina     |
| 2011 | Johannesburg, Sudafrica      | Belgio        | 4–3                            | India         | Sudafrica | 3–1                             | Argentina     |
| 2012 | Quilmes, Argentina           | Argentina     | 5–0                            | Corea del Sud | Irlanda   | 4–3 dopo i tempi supplementari  | Malaysia      |
| 2014 | Kuantan, Malaysia            | Corea del Sud | 4–0                            | Canada        | Malaysia  | 4–2                             | Irlanda       |

### Femmine
| 2002 | Johannesburg, Sudafrica     | Inghilterra   | 2–1 | Corea del Sud | India       | 1–0                     | Sudafrica     |
| 2003 | Catania, Italia             | Germania      | 3–1 | Spagna        | Giappone    | 2–1                     | Nuova Zelanda |
| 2005 | Virginia Beach, Stati Uniti | Nuova Zelanda | 2–0 | Sudafrica     | Giappone    | 2–1                     | Inghilterra   |
| 2007 | Baku, Azerbaigian           | Cina          | 2–1 | Corea del Sud | Inghilterra | 2–1                     | Stati Uniti   |
| 2009 | Città del Capo, Sudafrica   | Nuova Zelanda | 2–1 | Sudafrica     | Giappone    | 1-0                     | Spagna        |
| 2011 | Dublino, Irlanda            | Giappone      | 3–2 | Stati Uniti   | Scozia      | 2-2 (4-3) agli shootout | Spagna        |
| 2012 | Dublino, Irlanda            | Australia     | 6–1 | Stati Uniti   | Irlanda     | 2-2 (4-3) agli shootout | Scozia        |
| 2014 | Glasgow, Scozia             | Stati Uniti   | 3–1 | Irlanda       | Sudafrica   | 1-0                     | Spagna        |